# 서울신탁은행
서울신탁은행은 은행법에 따른 은행 고유업무 이외에 신탁업법에 의한 신탁업무도 함께 취급하는 은행을 말한다.
한국의 신탁은행은 1940년대 한국신탁회사가 한국신탁은행으로 개편 설립된 것이 효시이다. 그 후 한국신탁은행은 한국상공은행과 합병하여 한국흥업은행이 되어, 한일은행으로 될 때까지 신탁업무를 겸영하여 왔다. 1969년 한국신탁은행이 다시 설립되면서 한일은행의 신탁업무를 승계하고 한일은행은 신탁업무 겸영을 중지하였다. 한국신탁은행은 1976년 8월 서울은행과 합병하여 서울신탁은행으로 출범하였고, 1995년 상호를 서울은행으로 변경하였다.

## 역사
- 1959년 서울은행 창립
- 1962년 전국은행으로 인가·발족
- 1976년 서울은행과  한국신탁은행이 합병하여 서울신탁은행으로 발족
- 1995년 서울신탁은행이 서울은행으로 상호와 CI 변경
- 2002년 서울은행과 하나은행 합병